# M-77 Oganj
LVRS M-77 "Oganj" là tên một loại pháo phản lực nhiều nòng do quân đội Nam Tư thiết kế và phát triển. Việc phát triển được bắt đầu vào năm 1968. Việc sản xuất do bộ quốc phòng đảm nhận.
Mẫu gốc được thiết kế dựa trên xe tải bánh FAP 2220 6x6, được giới thiệu đến công chúng ở phương Tây lần đầu vào năm 1975 với cái tên YMRL-32.Việc sản xuất bắt đầu 5 năm sau đó. Hệ thống phóng M-77 được lắp vào đằng sau thân xe tải FAP 2026.M-77 có thể phóng ra tên lửa với đường kính 128 mm trong hơn 32 ống phóng với tầm bắn tối đa lên đến 20.600 m.Kíp chiến đấu gồm 5 người.

## Những nước sử dụng
- Serbia - 70[3]
- Bosna và Hercegovina - 7
- Croatia - 18